# Carona (Tessin)
Pour les articles homonymes, voir Carona.
Carona est une localité et une ancienne commune suisse du canton du Tessin. Elle fait partie de la commune de Lugano.

## Histoire

Photo aérienne prise à 1200 m par Walter Mittelholzer (1919)

Le 14 avril 2013, les communes de Bogno, Cadro, Carona, Certara, Cimadera, Sonvico et Valcolla sont intégrées à celle de Lugano. Son ancien numéro OFS est le 5170.